# The Medium (film)
The Medium è un film del 2021 diretto da Banjong Pisanthanakun.

## Trama
Una squadra di documentaristi comincia ad interessarsi all'approfondimento sullo sciamanesimo nel nord della Thailandia. Cominceranno a capire che non è stata una buona idea avendo a che fare con una ragazza con strani comportamenti simili al lignaggio degli sciamani.

## Distribuzione
Il film è stato distribuito nelle sale cinematografiche italiane a partire dal 10 luglio 2021.